# مانیمور
مانیمور (به انگلیسی: Moneymore) یک روستا در بریتانیا است که در اوتاگو واقع شده‌است. مانیمور ۱٬۳۶۹ نفر جمعیت دارد.